# Pottia littoralis
Pottia littoralis là một loài rêu trong họ Pottiaceae. Loài này được Mitt. mô tả khoa học đầu tiên năm 1871.